# Liên minh thần thánh (1571)

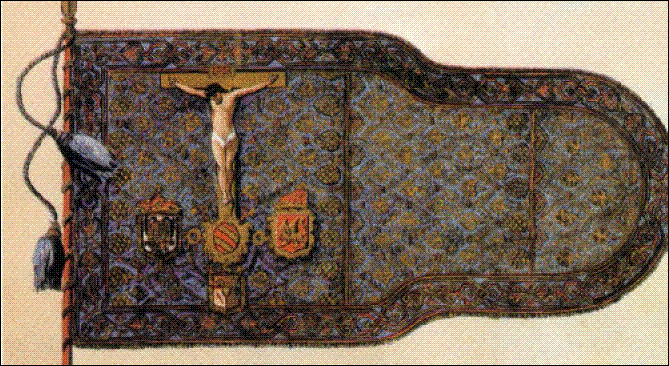
Chiến kỳ của Liên minh thần thánh trong trận Lepanto.

Liên minh thần thánh năm 1571 là một liên minh quân sự do giáo hoàng Pius V tổ chức và gồm hầu như mọi nước Công giáo có lãnh hải ở vùng Địa Trung Hải, nhằm phá vỡ việc Đế quốc Ottoman kiểm soát vùng phía đông Địa Trung Hải. Liên minh được chính thức ký kết ngày 25.5.1571.
Các nước này có một lực lượng gồm 200 chiến thuyền ga-lê, 100 tàu khác, 50.000 bộ binh, 4.500 kỵ binh cùng số đại bác tương xứng sẵn sàng sử dụng từ ngày 1 tháng 4 hàng năm. Johann von Österreich - người em hoang cùng cha khác mẹ với vua Felipe II của Tây Ban Nha - được chỉ định làm tư lệnh tối cao.
Liên minh cũng muốn thu nạp Đế quốc La Mã Thần thánh, Pháp và Bồ Đào Nha, nhưng các nước này không tham gia. Hoàng đế La Mã Thần thánh muốn giữ cuộc đình chiến với Istanbul, Pháp thì không ưa Tây Ban Nha, còn Bồ Đào Nha thì đang dấn thân vào chiến dịch của mình ở Maroc và phải đối đầu với Đế quốc Ottoman trên Biển Đỏ và Ấn Độ Dương nên không còn lực lượng để tham gia Liên minh này.
Ban đầu, Liên minh tập hợp một hạm đội để giúp Cộng hòa Venezia bảo vệ đảo Síp đã bị lực lượng của Đế quốc Ottoman dưới quyền chỉ huy của tướng Lala Mustafa xâm lấn vào tháng 7 năm 1570, nhưng sau này cũng ngăn ngừa không để cho đảo này bị Đế quốc Ottoman thôn tính.
Ngày 7.10.1571, Liên minh đã thắng một trận hải chiến quyết định là Trận Lepanto (1571) ở ngoài bờ phía tây của Hy Lạp, đánh tan hạm đội của Đế quốc Ottoman.
Sau khi Hòa ước năm 1573 được ký kết, Liên minh thần thánh bị giải thể.